# Jacques Ollivier Desclozeaux
Pour les articles homonymes, voir Desclozeaux.
Jacques Ollivier Desclozeaux, né le 6 septembre 1756 à Paris, mort le 23 mars 1798, est un général de brigade de la Révolution française.

## États de service
Il entre en service le 1er avril 1773, comme soldat dans le régiment de Vexin. Il est nommé lieutenant le 18 septembre 1791 au 78e régiment d’infanterie, et chef de bataillon le 14 janvier 1793.
Il est promu général de brigade provisoire le 19 juin 1793, à l’armée des côtes de La Rochelle, il est confirmé dans son grade le 30 juillet suivant. En décembre 1793, il est nommé commandant de Tours.
Le 5 octobre 1795, il sert sous le général Hoche à l’armée de l'Ouest. Il est relevé de ses fonctions le 19 vendémiaire an IV (11 octobre 1795).
Le 8 octobre 1797, il est réformé et admis à la retraite.

## Sources
- (en) « Generals Who Served in the French Army during the Period 1789 - 1814: Eberle to Exelmans »
- (pl) « Napoléon.org.pl »(Archive.org • Wikiwix • Archive.is • Google • Que faire ?)